# 山田美幸
山田美幸（2006年9月15日—）是日本的残疾人游泳S2級女選手。她代表日本國家隊出戰2020年夏季帕拉林匹克運動會。
山田美幸天生缺少雙臂，所以游泳時只能透過扭動雙肩和踢腿來划水，但她敏捷的動作足以讓她在比賽裡勝出。

## 職業生涯
山田幸美代表日本出戰2020年夏季帕拉林匹克運動會的女子100米S2級背泳項目，並取得一面銀牌。